# Sophronica ochreicollis
Sophronica ochreicollis är en skalbaggsart som beskrevs av Stefan von Breuning 1966. Sophronica ochreicollis ingår i släktet Sophronica och familjen långhorningar.
Artens utbredningsområde är Gabon. Inga underarter finns listade i Catalogue of Life.